# Bénéwendé Stanislas Sankara
Bénéwendé Stanislas Sankara és un polític burkinès i membre del partit Unió pel Renaixement / Moviment Sankarista (UNIR/MS).
Corrent com a candidat presidencial d'UNIR/MS a les eleccions del 13 de novembre 2005, Sankara va quedar 2n dels 13 candidats, rebent el 4,88% dels vots.